# Balboa (kommun)
Balboa är en kommun i Spanien.   Den ligger i provinsen Provincia de León och regionen Kastilien och Leon, i den nordvästra delen av landet, 400 km nordväst om huvudstaden Madrid. Antalet invånare är 357. Arean är 51 kvadratkilometer. Balboa gränsar till Villafranca del Bierzo, Trabadelo, Vega de Valcarce och Cervantes. 
Terrängen i Balboa är kuperad.